# Jasna Gabrič
Jasna Gabrič, ekonomistka in nekdanja županja, * 25. junij 1985, Trbovlje
Med letoma 2014 in 2022 je bila županja Občine Trbovlje.

## Šolanje
Po končani osnovni šoli je obiskovala GESŠ Trbovlje.
Diplomirala je na Ekonomski fakulteti v Ljubljani, kjer je za diplomsko delo prejela fakultetno Prešernovo nagrado, magistrirala pa na FDV (Izzivi oblikovanja skupne evropske energetske politike).

## Mediji in politika
V času študija je delala na radijskih postajah Radio glas Ljubljane, Radio Trbovlje in Radio Aktual. Ob podpori radijskih poslušalcev je leta 2010 uspešno kandidirala za članico občinskega sveta. V drugi polovici mandata je bila imenovana za podžupanjo.
Leta 2014 je zmagala na županskih volitvah kot neodvisna kandidatka s svojo ekipo in postala najmlajša županja v Sloveniji. Ponovno je kandidirala še leta 2018, ko je v prvem krogu prejela prepričljivih 67,03 % glasov.  Leta 2022 pa je izjavila, da se odpoveduje ponovni kandidaturi.
Leta 2022 je postala predsednica Skupnosti občin Slovenije ob 30. obletnici skupnosti kot prva ženska v zgodovini skupnosti. 

## Trbovlje v obdobju 2014 - 2022
Trbovlje so bile v obdobju njenega županovanja deležne številnih sprememb. Ob nastopu funkcije so se Trbovlje soočale z eno največjih stopenj brezposlenosti (22 %), saj so svoja vrata začela zapirati največja podjetja kot so Rudnik Trbovlje Hrastnik, Lafarge Cement, Termoelektrarna Trbovlje. Ob koncu njenega mandata je stopnja registrirane brezposlenosti znašala 8,5. 
V obdobju županovanja je ponovno obudila pobratenje Občine Trbovlje z mestoma v Srbiji (Lazarevac) ter v Severni Makedoniji (Valandovo). Uvedla je nagrajevanje diplomskih del, vpis v zlato knjigo najuspešnejših učencev ob koncu šolskega leta, občina je pričela s podeljevanjem subvencij občanom za prenove stavb, ki so zaščiteni kot kulturna dediščina, subvencijami za občane za vgradnjo toplotnih črpalk. Kot podžupanja je bila poubdnica za nastanek občinskega časopisa Sr(e)čno Trbovlje, ki je izhajal med leti 2012 - 2022. Leta 2016 so skupaj z Ministrstvom za infrastrukturo v rekordnem času, v manj kot dveh mesecih, sanirali obsežen skalni podor pri cementarni, ki je za nekaj tednov zaprl glavno cesto, ki pelje v mesto. Skalni podori so redek pojav, ki ga je izredno težko napovedati, so pa posledica večdesetletnih, celo stoletnih klimatskih dejavnikov, kot je na primer zmrzovanje vode v razpokah. Na cestiče so padle skale, ki so vsaka tehtale več kot 250 ton.  Ob koncu drugega mandata je znižala zadolženost občine za skoraj milijon evrov. 
V obdobju prvega mandata 2014 - 2018 so bile v Trbovljah zgrajene naslednje stvari:
- pristajališče za nujne helikopterske prevoze,
- prenovljena 60 let stara mestna vpadnica od železniške postaje do Vodenske v dolžini več kot 2 km,
- zgrajeno krožišče Sušnik,
- zgrajene nove avtobusne postaje pri Mesečini in v centru Bevškega,
- saniran skalni podor pri Cementarni,
- ljudje ob Železnici so dobili vodovod,
- prenovljen in predan v upravljanje JP Komunala Trbovlje je bil vodovod v Čečah,
- v celoti je bila izvedena energetska sanacija OŠ Ivan Cankar Trbovlje in prenovljeno igrišče za šolo ter prenovljen prostor pred šolo z postavitvijo urbanih vrtičkov,
- prenovljena vrtičkarska cona pod Trim stezo (na novo postavljen ekološki otok, zgrajene poti, pripeljana voda do vrtov),
- zgrajen nov stanovanjski blok K5,
- izgradnja novega parka in igral na Neži,
- izgradnja Paviljona v mestnem parku,
- Nova delovna mesta: gradnja novih proizvodnih prostorov Kovit Projekt, d. o. o.,
- zarisani so bili prvi metri kolesarske poti,
- uvedli so nagrade za diplomante, sprejem za odlične učence,
- uvedli novo izmenjavo otrok z Lazarevcem in Valandovim,
- vzpostavljena cestna nova povezava "čez hrib" med Hrastnikom in Trbovljami,

V obdobju drugega mandata 2018 - 2022 so bile v Trbovljah zgrajene naslednje stvari:
- krožišče Urgenca za namene nujnih prevozov v Splošno bolnišnico Trbovlje in prenova igrišča Partizan,
- z EU sredstvi prenovljena OIC Nasipi,
- z EU sredstvi zgrajen Zasavski podjetniški inkubator,[10]
- z EU sredstvi zgrajene kolesarkse poti,
- vzpostavljen center za zaščito in reševanje Trbovlje v gasilskem domu na Savinjski, kamor je bil v nove prostore preseljen center 112, prenovljeni so bili prostori za gasilce,
- zgrajen blok Vila park,
- zgrajeno nakupovalno središče Pilon na mestu, kjer je prej stala Strojna tovarna Trbovlje,
- zgrajena garažna hiša za Sallauminesom,
- zgrajen Športni park Ledenica (skate park),
- prenovljeno področje v centru mesta pred Pošto, kjer se je vzpostavil Park kulture (sredstav Interreg SLovenija-Hrvaška),
- odkupljena je bila večina paviljonov v okolici hotela Rudar za namene vzpostavitve trga,
- od RTH so se odkupile površine na Kipah, ter zemlja v Lakonci za namene postavitve Mesta akrobatov ter izgradnje stanovansjkega naselja hiš JST,
- podpisano pismo o nameri za gradnjo Mesta akrobatov s podjetjem Dewesoft,
- na pokopališčem v Gabrskem je bil del pokopališča urejen za namene pokopov islamske skupnosti,
- saniran je bil plaz Izlakar (v vrednosti več kot 700.000 eur),[11]
- saniran plaz Novi dom,
- zamenjana umetna trava na stadionu,
- zgrajena ulilnica na prostem na OŠ Tončke Čeč ter vzpostavljena prva kinestetična učilnica v Trbovljah na OŠ Alojz Hohkraut,
- ureditev OPPN-ja za namene gradnje tovarne podjetja Herz, d. o. o., stekla so usklajevanja, sestanki,